# 里奥托尔
里奥托尔（法語：Riotord，法語發音：[ʁjɔtɔʁ]）是法国上卢瓦尔省的一个市镇，属于伊桑若区。

## 地理
里奥托尔（45°13'54"N, 4°24'7"E）面积51.88 平方千米，位于法国奥弗涅-罗讷-阿尔卑斯大区上盧瓦爾省，该省份为法国中南部省份，北起多姆山省和卢瓦尔省，西接康塔爾省，南至洛泽尔省，东临阿尔代什省。
与里奥托尔接壤的市镇（或旧市镇、城区）包括：瓦诺斯克、比尔迪涅、马勒、圣雷吉斯迪宽、圣索沃尔昂吕、迪尼耶尔、圣于连莫莱萨巴特、圣罗曼拉沙尔姆。

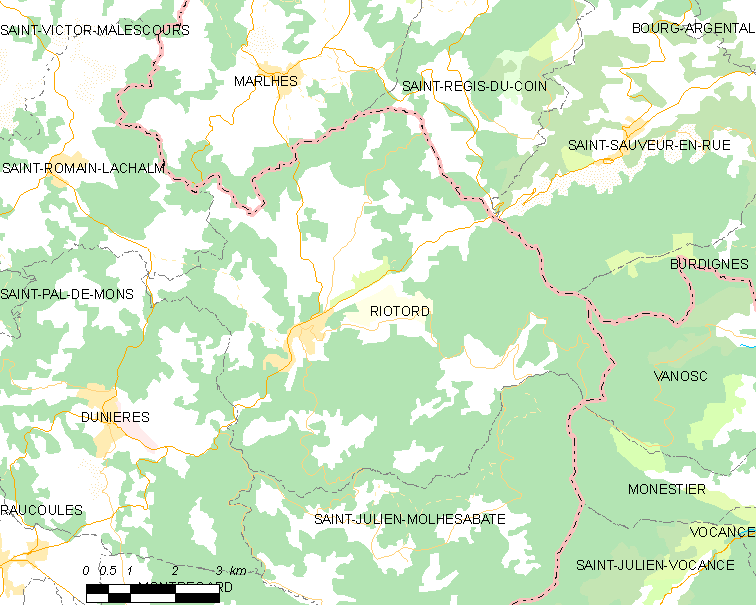
里奥托尔的OSM定位图

里奥托尔的时区为UTC+01:00、UTC+02:00（夏令时）。

## 行政
里奥托尔的邮政编码为43220，INSEE市镇编码为43163。

## 政治
里奥托尔所属的省级选区为布蒂耶尔县。

## 人口

1962-2008年间里奥托尔人口变化图示

里奥托尔于2022年1月1日时的人口数量为1185人。